# Hilde Jansen
Hilde Jansen (* 24. Dezember 1914 in Deutsches Reich; † nach 1954) war eine deutsche Schauspielerin bei Bühne und  Film.

## Leben und Wirken
Hilde Jansen erhielt Anfang/Mitte der 1930er Jahre ihre künstlerische Ausbildung und trat anschließend an Bühnen in der deutschen Provinz auf wie beispielsweise dem Stadttheater in Münster und der Städtischen Bühne in Bochum. Mit ihrer Übersiedelung nach Berlin am Vorabend des Zweiten Weltkriegs wirkte sie nach ihrem Einstand mit der weiblichen Hauptrolle in dem Abenteuerfilm Gold in New Frisco auch mit zumeist kleineren Rollen im Film mit. Lediglich in dem ländlichen Lustspiel Für die Katz und in der Volksstückverfilmung Unser kleiner Junge erhielt sie jeweils eine weitere Hauptrolle. Hilde Jansen blieb bis zum Kriegsende filmaktiv und ging im Rahmen einer Gastspieldirektion auch auf Wehrmachtsbetreuungstourneen. Sie stand 1944 in der Gottbegnadeten-Liste des Reichsministeriums für Volksaufklärung und Propaganda.
Die Nachkriegszeit begann sie am Künstlertheater von Bremen, anschließend ist kaum mehr ein Festengagement Jansens feststellbar. Auch vor die Kamera trat die brünette Künstlerin nicht mehr.

## Filmografie (komplett)
- 1939: Gold in New Frisco
- 1940: Für die Katz
- 1941: Unser kleiner Junge
- 1942: Das große Spiel
- 1942: Der Seniorchef
- 1943: Geliebter Schatz
- 1943: Wenn die Sonne wieder scheint
- 1944: Die Degenhardts
- 1945: Das seltsame Fräulein Sylvia